# Galium ferrugineum
Galium ferrugineum är en måreväxtart som beskrevs av Kurt Krause. Galium ferrugineum ingår i släktet måror, och familjen måreväxter.

## Underarter
Arten delas in i följande underarter:
- G. f. ferrugineum
- G. f. jamesonii